# Лаврентій (антипапа)
Лаврентій (антипапа) (лат. Laurentius; †506, Рим) — антипапа (498-506), настоятель церкви Святої Пракседи у Римі. Обраний того ж дня, що й Симах меншістю, яка симпатизувала візантійській церкві. Обрання Лаврентія підтримував імператор Східної Римської імперії Анастасій I, прихильником Симаха був король готів Теодоріх Великий.